# Shchyokino
Shchyokino (tiếng Nga: Щёкино) là một thành phố Nga. Thành phố này thuộc chủ thể Tula Oblast. Thành phố có dân số 61.588 người (theo điều tra dân số năm 2002). Đây là thành phố lớn thứ 269 của Nga theo dân số năm 2002. Dân số qua các thời kỳ: